# Parc national de Richmond Range
Le parc national de Richmond Range (en anglais : Richmond Range National Park) est un parc naturel australien. Il fait partie du site du patrimoine mondial des forêts humides Gondwana de l'Australie.
Il est situé dans le sud de la Richmond Range en Nouvelle-Galles du Sud.